# Paz de Acilisene

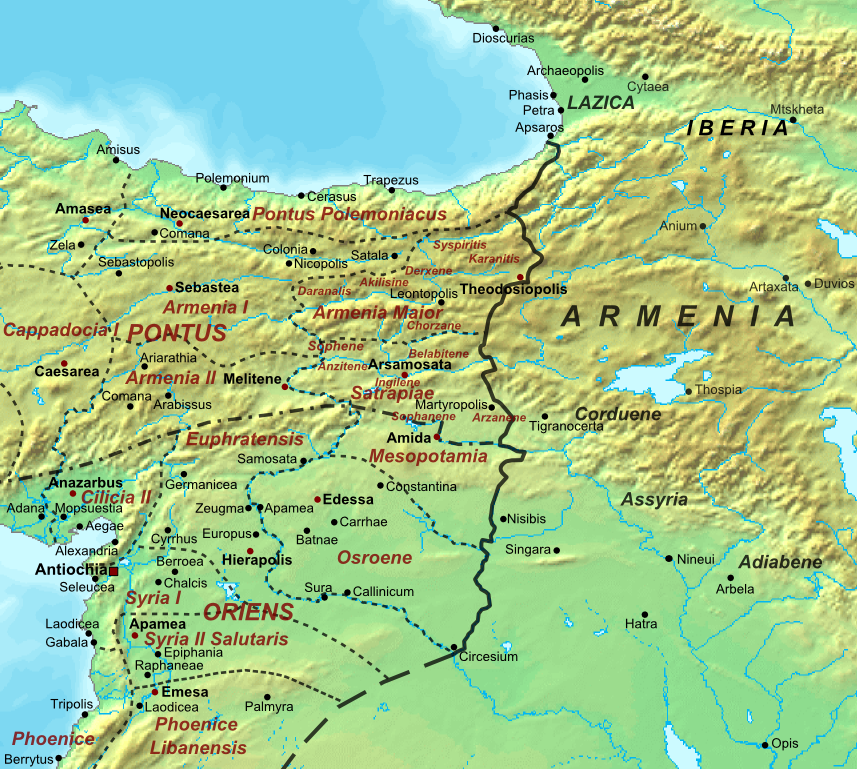
La división de Armenia después de la Paz de Acilisene

La Paz de Acilisene fue un tratado entre el Imperio romano de oriente y el Imperio sasánida, en algún momento entre 384 y 390 pero por lo general los estudiosos lo datan en 387, que dividió a la Gran Armenia entre estos dos imperios. Persia recibió la mayor parte. Mediante este tratado, el Imperio Bizantino o Imperio Romano de Oriente finalmente admitió la pérdida de Kartli-Iberia en el Irán sasánida. A partir de este momento, la influencia iraní volvió a crecer en el este de Georgia, y el zoroastrismo pareció haberse convertido en algo así como la segunda religión establecida junto con el cristianismo.